# Municipio de Norway (condado de Fillmore)
El municipio de Norway (en inglés: Norway Township) es un municipio ubicado en el condado de Fillmore en el estado estadounidense de Minnesota. En el año 2010 tenía una población de 343 habitantes y una densidad poblacional de 3,7 personas por km².

## Geografía
El municipio de Norway se encuentra ubicado en las coordenadas 43°41′40″N 91°46′40″O / 43.69444, -91.77778. Según la Oficina del Censo de los Estados Unidos, el municipio tiene una superficie total de 92.71 km², de la cual 92,71 km² corresponden a tierra firme y (0 %) 0 km² es agua.

## Demografía
Según el censo de 2010, había 343 personas residiendo en el municipio de Norway. La densidad de población era de 3,7 hab./km². De los 343 habitantes, el municipio de Norway estaba compuesto por el 99,42 % blancos, el 0,58 % eran asiáticos. Del total de la población el 3,5 % eran hispanos o latinos de cualquier raza.